# 미네르바 대학교
미네르바 대학교(Minerva University, 이전 교명: Minerva Schools at Keck Graduate Institute)는 미국 캘리포니아주 샌프란시스코에 본거지를 둔 사립 대학이다. 2012년에 벤치마크 캐피털로부터 벤처 자금을 받아 25,000,000 달러를 사용하여 설립되었다. 초기에는 켁 대학원과 제휴를 맺어 켁 대학원의 학부 과정으로 학력인증을 받았다가 독립하였다.

## 시설
미네르바 대학교는 1개의 기숙사를 샌프란시스코 터크 스트리트에 두고 있으며, 서울특별시, 하이데라바드, 베를린, 부에노스아이레스, 런던, 타이베이시에도 시설이 존재한다.